# Russes de Croatie
La minorité russe de Croatie désigne la minorité ethnique russe vivant en Croatie.